# Izolator akustyczny
Izolator akustyczny – struktura, mająca na celu zapobieżenie niepożądanemu przenikaniu dźwięków (najczęściej hałasów i tym podobnych zakłóceń) rozchodzących się w przestrzeni (w powietrzu) przez fale dźwiękowe. Przy pomocy izolatorów akustycznych osłania się m.in. wnętrza (np. mieszkalne, szpitalne, biurowe) przed hałasami zewnętrznymi (np. hałasem ulicznym), a także zapobiega się wydostawaniu się hałasu z wnętrz (np. z takich, w których hałasują pracujące maszyny) na zewnątrz.
Podstawowe znaczenie w jakości izolatora akustycznego ma jego masa powierzchniowa: im większą masę na jednostkę powierzchni ma izolator akustyczny, tym na ogół ma lepszą izolacyjność akustyczną. Nie mniejsze znaczenie ma także struktura izolatora akustycznego: ciężkie przegrody metalowe, ze względu na dobre przenoszenie się fali akustycznej w ich wnętrzu, mają na ogół gorszą izolacyjność akustyczną, niż równoważne im pod względem masy powierzchniowej przegrody z innych materiałów (np. murowane lub betonowe). Największą skuteczność mają izolatory akustyczne wielowarstwowe, w których poszczególne warstwy pełnią nieco odmienne role: obok warstw o dużej masie powierzchniowej występują lżejsze (np. korek, wełna mineralna), których zadaniem jest m.in. zapobieganie wnikaniu i przenikaniu (w tym przewodzeniu) fali dźwiękowej (zwłaszcza wyższych częstotliwości) do i przez przegrodę.
Izolatory akustyczne są tylko elementem systemów zmniejszających dokuczliwość hałasu, obok systemów rozpraszających falę dźwiękową wytwarzaną przez źródła zakłóceń i systemów zapobiegających przenoszenie się drgań i wibracji. Izolator akustyczny nie jest też tożsamy z wibroizolatorem, choć najczęściej przegrody budowlane (np. stropy i podłogi) mają na celu zapewnienie skutecznej izolacji zarówno dźwiękowej, jak i przeciwwibracyjnej.
Skuteczność izolatora akustycznego (tłumienność) mierzy się w decybelach. Wartość liczbowa wyraża różnicę pomiędzy natężeniem fali dźwiękowej przed przegrodą oraz za przegrodą. Skutecznie działające przegrody zapewniają średnią tłumienność na poziomie nie mniej niż 40-50 dB.